# ヴィシェステブリエフスカヤ駅
ヴィシェステブリエフスカヤ駅 (ヴィシェステブリエフスカヤえき、ロシア語:станция　Вышестеблиевская) は、ロシアクラスノダール地方テムリュクスキー地区ヴィシェステブリエフスカヤにあるロシア鉄道北カフカース鉄道支社の駅である。

## 歴史
- 1944年 - 開業。
- 2019年 - 当駅構内が交流電化（25 kV）される。

## 駅構造
島式ホーム1面10線を有する地上駅である。当駅はバゲロヴォ ー ヴィシェステブリエフスカヤ線の終点であり、貨物船からの貨物の積み替えも行っている。

## 停車する列車
アナパ方面、クリミア大橋を渡った先のケルチ方面に向かうエレクトリーチカが1日それぞれ2・3本程度停車する。

## 隣の駅
ロシア鉄道北カフカ―ス鉄道支社
バゲロヴォ ー ヴィシェステブリエフスカヤ線
タマン旅客駅 - ヴィシェステブリエフスカヤ駅 - スタロチタロフスカヤ駅